# Trioceros schubotzi
Espèce
Synonymes
- Chamaeleon bitaeniatus schubotzi Sternfeld, 1912
- Chamaeleon schubotzi Sternfeld, 1912

Statut de conservation UICN

 NT  : Quasi menacé
Statut CITES
Trioceros schubotzi est une espèce de sauriens de la famille des Chamaeleonidae.

## Répartition
Cette espèce est endémique du mont Kenya au Kenya. Elle se rencontre entre 2 750 et 4 200 m d'altitude.

## Étymologie
Cette espèce est nommée en l'honneur de Johann G. Hermann Schubotz (1881–1955).

## Publication originale
- Sternfeld, 1912 : Der Formenkreis des Chamaeleon bitaeniatus. Sitzungsberichte der Gesellschaft Naturforschender Freunde zu Berlin, vol. 1912, p. 379-384 (texte intégral).